# Ардзан
Ардзан (Արձան քրմապետ) — последний крмапет Древней Армении, убитый в 301 году, во время принятия Великой Арменией христианства в качестве государственной религии.
Согласно древним манускриптам, крмапет Ардзан, вместе со своим сыном Деметром, возглавили два сражения 6946 языческих воинов гавара Тарон Великой Армении против регулярной армии. Крмапет Ардзан поднял свою армию против царя в знак протеста, против уничтожения главного языческого храма Армении в Аштишате. Царь Трдат вместе с Григорием Просветителем разрушили храм в Аштишате, построив на его фундаменте христианскую церковь. Армия язычников была уничтожена, а сам Ардзан вместе с нахараром ашхара Алдзник убит в бою.